# Staatswaterregister
Het Staatswaterregister (Russisch: Государственный водный реестр; Gosoedarstvenny vodny registr, afgekort ГВР; GVR) is het centrale Russische registratiesysteem voor informatie over waterboezems in Rusland. In het systeem wordt informatie opgeslagen over de kerngegevens van waterstromen, stroomgebieden, de 20 Russische waterscheidingsdistricten en het gebruik van water. Het register werd op 28 april 2007 bij wet ingesteld door premier Michail Fradkov. De meeste informatie is vrij beschikbaar, behalve informatie waarop geheimhouding rust.
Het register omvat drie delen:
- waterboezems en waterbronnen: informatie over stroomgebieden, het waterscheidingsdistrict waartoe ze behoren en andere waterboezems die zich binnen het stroomgebied van de betreffende rivier bevinden;
- watergebruik;
- kunstwerken op en bij waterboezems: informatie over watergebruikssystemen, waterbouwkundige werken en andere kunstwerken.

In het register staat ook het waterkengetal (GVR-code) van de betreffende waterboezem. In de versie van 29 maart 2009 staan bijna 150.000 watergangen (beken, rivieren, kanalen en sloten) en waterbekkens (zeeën, (stuw)meren en vijvers) vermeldt.